# Blastodacna georgiella
Blastodacna georgiella ist ein Schmetterling (Nachtfalter) aus der Familie der Grasminiermotten (Elachistidae).

## Merkmale
Die Falter erreichen eine Flügelspannweite von 11 bis 12 Millimeter. B. georgiella ähnelt sehr stark Blastodacna vinolentella, unterscheidet sich aber durch die graue Frons. Auf den Vorderflügeln umrandet ein kleiner weißer Fleck innen das Schuppenbüschel.
Die Genitalarmatur der Männchen ist bisher unbekannt.
Bei den Weibchen ist das Antrum breiter und flacher als bei Blastodacna vinolentella. Ein weiteres Unterscheidungsmerkmal ist die Granulierung im hinteren Bereich des Corpus bursae und des angrenzenden Teils des Ductus bursae.

## Verbreitung
B. georgiella ist im Westen Transkaukasiens beheimatet und wurde in Georgien gefunden.

## Biologie
Die Raupennahrungspflanze ist nicht bekannt. Falter wurden von Anfang Juni bis zur zweiten Julihälfte gefunden.